# كينيث هنت (لاعب كريكت)
كينيث هنت (4 ديسمبر 1902 ببرستل في المملكة المتحدة - 16 مارس 1971 في المملكة المتحدة) (بالإنجليزية: Kenneth Hunt)‏ هو لاعب كريكت بريطاني (وحمل سابقاً جنسية المملكة المتحدة لبريطانيا العظمى وأيرلندا). لعب مع نادي مقاطعة غلوستر للكريكت ‏.

## وصلات خارجية
- كينيث هنت على موقع إي آس بي آن كريك إنفو (الإنجليزية)